# Elena Baranova
Pour les articles homonymes, voir Baranova.
Pour l'universitaire slovaque, voir Elena Baranová.
Elena Viktorovna Baranova (en russe : Елена Викторовна Баранова et en anglais : Yelena Viktorovna Baranova), née le 28 janvier 1972 à Frounzé, en RSS du Kirghizistan, est une joueuse soviétique et russe de basket-ball. Elle évoluait au poste d'ailière.

## Biographie
Professionnelle de basket-ball depuis 1988, à seulement seize ans, elle évolue dans de nombreux clubs européens, dont des passages en Israël, Turquie ou Italie. Durant l'un de ses retours en Russie, elle remporte trois titres consécutifs de championne de Russie et une Coupe Ronchetti.
En 1999, elle joue également quatre matchs officiel dans l'équipe masculine des Mytischi Bison, dans la ligue regionale de Moscou.
En 1997, elle rejoint la ligue américaine de la WNBA, tout d'abord chez les Starzz de l'Utah puis rejoint le Sol de Miami à la suite d'un échange. En 2003, elle est choisie par le Liberty de New York.
En sélection nationale, elle joue tout d'abord sous les couleurs de l'URSS dès 1989. Elle remporte avec cette sélection le titre européen en 1991 en Israël.
L'année suivante, c'est sous les couleurs de la CEI qu'elle remporte le titre olympique lors des Jeux olympiques de 1992 de Barcelone. Elle participe à un deuxième tournoi olympique à Atlanta, sous les couleurs de la sélection russe. Avec celle-ci, elle remporte la médaille d'argent au Championnat du monde 1998 en Allemagne, ainsi qu'une médaille d'argent lors de l'Eurobasket 2001 en France et une médaille de bronze lors de l'édition de 1995.

## Clubs
Clubs où Baranova a évolué en Europe 
- 1989-1992 :  ŽBK Dynamo Moscou
- 1992-1994 :  Elitzur Kholon
- 1994-1999 :  CSKA Moscou
- 1999-2000 :  Fenerbahçe Istanbul
- 2000-2001 :  Villa Pini Chieti
- 2001-2003 :  UMMC Iekaterinbourg
- 200?-2005 :  ŽBK Dynamo Moscou
- 2006-2007 :  Tchevakata Vologda
- 2007-2008 :  Ros Casares Valencia
- 2008-2009 :  UMMC Iekaterinbourg
- 2009-2011 :  Nadejda Orenbourg
- 2011-2012 :  Tchevakata Vologda

Franchises WNBA: 
- 1997-1999: Starzz de l'Utah
- 2001: Sol de Miami
- 2003-2005: Liberty de New York

## Palmarès

### Club
- Coupe Ronchetti 1997
- Championnat de Russie de basket-ball
- Coupe de Turquie 2000

### Sélection nationale
- Basket-ball aux Jeux olympiques
  -  Médaille d'or aux Jeux olympiques de 1992 de Barcelone
  - 5e aux Jeux olympiques de 1996 à Atlanta
- Championnat du monde
  -  Médaille d'argent du Championnat du monde 1998 en Allemagne
- Championnat d'Europe
  -  Médaille d'or au Championnat d'Europe 1991 en Israël
  -  Médaille d'argent au Championnat d'Europe 2001 en France
  -  Médaille de bronze au Championnat d'Europe 1995 en République tchèque

### Distinction personnelle
- MVP du championnat du monde 1998
- Participation au All-Star Game de la WNBA en 2001